# Felice Fanetti
Felice Fanetti (født 20. februar 1914 i Cremona, død 25. april 1974) var en italiensk roer.
Fanetti begyndte at ro i 1932 i klubben Canottieri Leonida Bissolati, hvor han roede firer uden styrmand og toer med styrmand. I 1939 skiftede han til Canottieri Baldesio sammen med Bruno Boni, og de vandt det italienske juniormesterskab i toer uden styrmand samme år, derpå seniormesterskabet i 1940 og 1941, hvorpå krigen satte rosporten i landet på pause. Efter krigen vandt Fanetti og Boni adskillige konkurrencer, herunder det italienske mesterskab i 1948 og 1949.
Boni og Fanetti deltog også i OL 1948 i London, og de blev nummer to i det indledende heat, vandt derpå opsamlingsheatet og semifinalen. I finalen måtte de dog se sig besejret af briterne Jack Wilson og Ran Laurie, der vandt guld, og de schweiziske brødre Hans og Josef Kalt, der fik sølv.
Boni og Fanetti vandt desuden EM-bronze i 1949 i Amsterdam.

## OL-medaljer
- 1948:  Bronze i toer uden styrmand